# خانه سیار

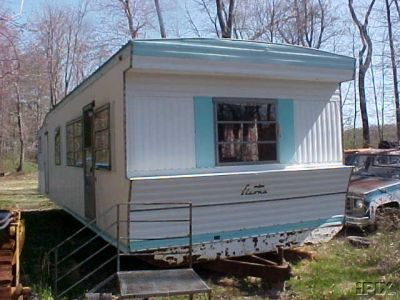
نمونه خانه‌های سیار در اواخر دهه ۱۹۶۰ و اوایل دهه ۱۹۷۰.

خانه سیار (مانند تریلر، کاروان ثابت، کاروان) یک سازه پیش ساخته‌است که در کارخانه مونتاژ می‌شود. خانه سیار به محل دلخواه یدک کشیده یا حمل می‌شود و در آنجا به عنوان خانه (منزل) دایمی یا محل اسکان موقت مورد استفاده قرار می‌گیرد.
خانه‌های سیار و تریلرهای سفری تاریخ و ریشه مشترکی دارند اما امروزه دو گروه متفاوت از امکانات مسکونی محسوب می‌شوند. تریلرهای سفری اساساً برای سفر و تعطیلات و اسکان موقت طراحی می‌شوند. از نظر ساختار، خانه‌ها، پایه‌ها و استحکاماتی برای ثابت ماندن دارند در حالی که تریلر سفری بر روی چرخ و شاسی قرار دارد.

## تاریخچه
در ایالات متحده تاریخچه خانه‌های سیار به سال‌های اولیه ساخت اتومبیل و جاده بر می‌گردد. خانه‌های سیار مستطیل شکل ساخته می‌شوند و از قبل، با پانل‌های آلومینیومی رنگ آمیزی می‌شوند. در عوض تریلرهای سفری معمولاً بعد از ساخت رنگ آمیزی می‌شوند.
هیئت حمل و نقل کارولینای شمالی اجازه ساخت خانه‌هایی به عرض ۱۴ فوت را در جاده‌های این ایالت داد، اما تا ژانویه ۱۹۹۷، خانه‌هایی با عرض ۱۶ فوت مجاز نبودند. بر اساس یک برنامه آزمایشی که در ۱۰ ژانویه ۱۹۹۷ تصویب شد، خانه‌های وسیع‌تر را می‌توان در زمان‌های معینی از روز در جاده‌های خاص تحویل داد. در نهایت، همه خانه‌ها مجبور شدند در بزرگراه‌های بین ایالتی ایالت را ترک کنند.
در دسامبر ۱۹۹۷، یک مطالعه نشان داد که خانه‌های وسیع‌تر را می‌توان با خیال راحت تحویل داد، اما برخی از مخالفان همچنان می‌خواستند این برنامه پایان یابد. در ۲ دسامبر ۱۹۹۹، مؤسسه مسکن ساخت NC از هیئت حمل و نقل ایالتی درخواست کرد که این برنامه را گسترش دهد تا امکان تحویل خانه‌های ۱۶ فوتی در کارولینای شمالی را فراهم کند. یک ماه بعد، هیئت مدیره برنامه آزمایشی را سه ماه تمدید کرد. در ژوئن ۲۰۰۰، هیئت مدیره رای داد تا خانه‌های ۱۶ فوتی در جاده‌های دو خطه به ایالت‌های دیگر ارسال شوند و اجازه ارسال محموله‌ها در US Route 220 در کارولینای شمالی داده شود. یک اسکورت سوم شامل یک افسر مجری قانون در جاده‌های دو خطه لازم بود.

### خانه پیش ساخته

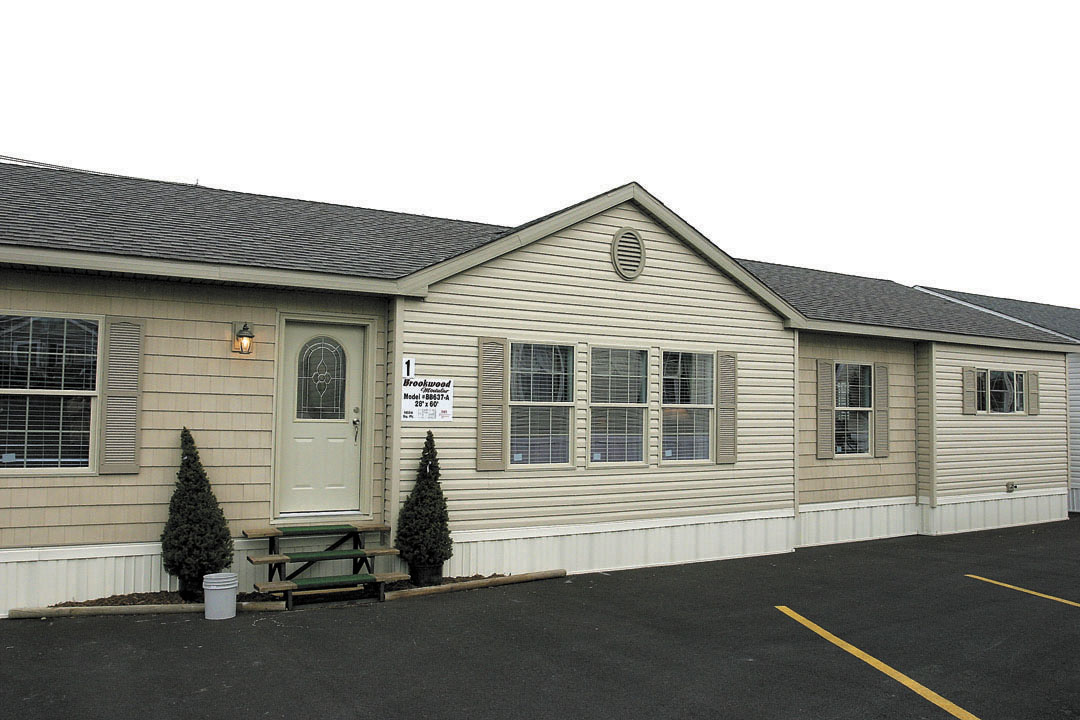
نمونه خانه پیش ساخته

خانه‌های سیاری که در ایالات متحده از ماه ژوئن سال ۱۹۷۶ به بعد ساخته شده‌اند، به‌طور رسمی با عنوان خانه‌های پیش ساخته شناخته می‌شوند.
بسیاری از افرادی که نمی‌توانند هزینه یک خانه سنتی را تأمین کنند یا تمایلی به این کار ندارند، ترجیح می‌دهند خانه پیش ساخته تهیه کنند.

## ساخت و اندازه

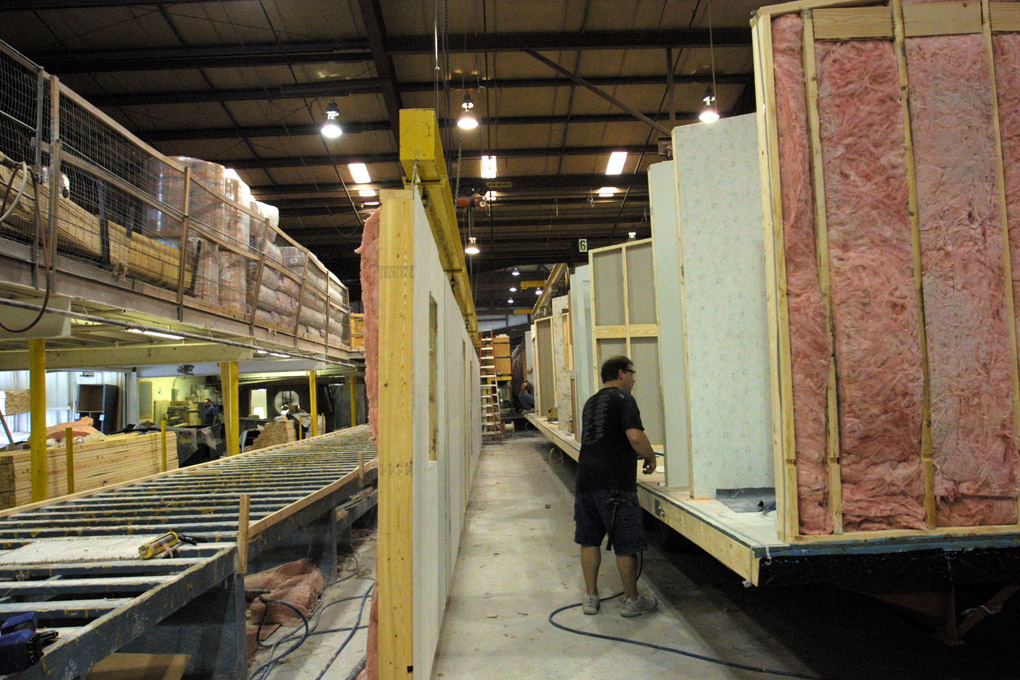
دیوار بیرونی خانه سیار در حال ساخت در کارخانه.

خانه سیار معمولاً در دو اندازه single-wides و double-wides تولید می‌شوند. گروه اول ۱۸ فوت (۵٫۵ متر) یا کمتر در عرض و ۹۰ فوت (۲۷ متر) یا کمتر در طول اندازه دارند و به عنوان یک واحد (یکجا) به محل نصب، یدک کشیده می‌شوند. گروه دوم ۲۰ فوت (۶٫۱ متر) یا بیشتر گسترده و ۹۰ فوت (۲۷ متر) یا کمتر طول دارند و بر پشت تریلر گذاشته و حمل می‌شوند.
در حالی که خانه‌های پیش ساخته کمتر نقل مکان می‌شوند، صاحبان خانه‌های single-wide، اغلب خانه سیار خود را خرید و فروش می‌کنند. 

## پارک خانه‌های سیار

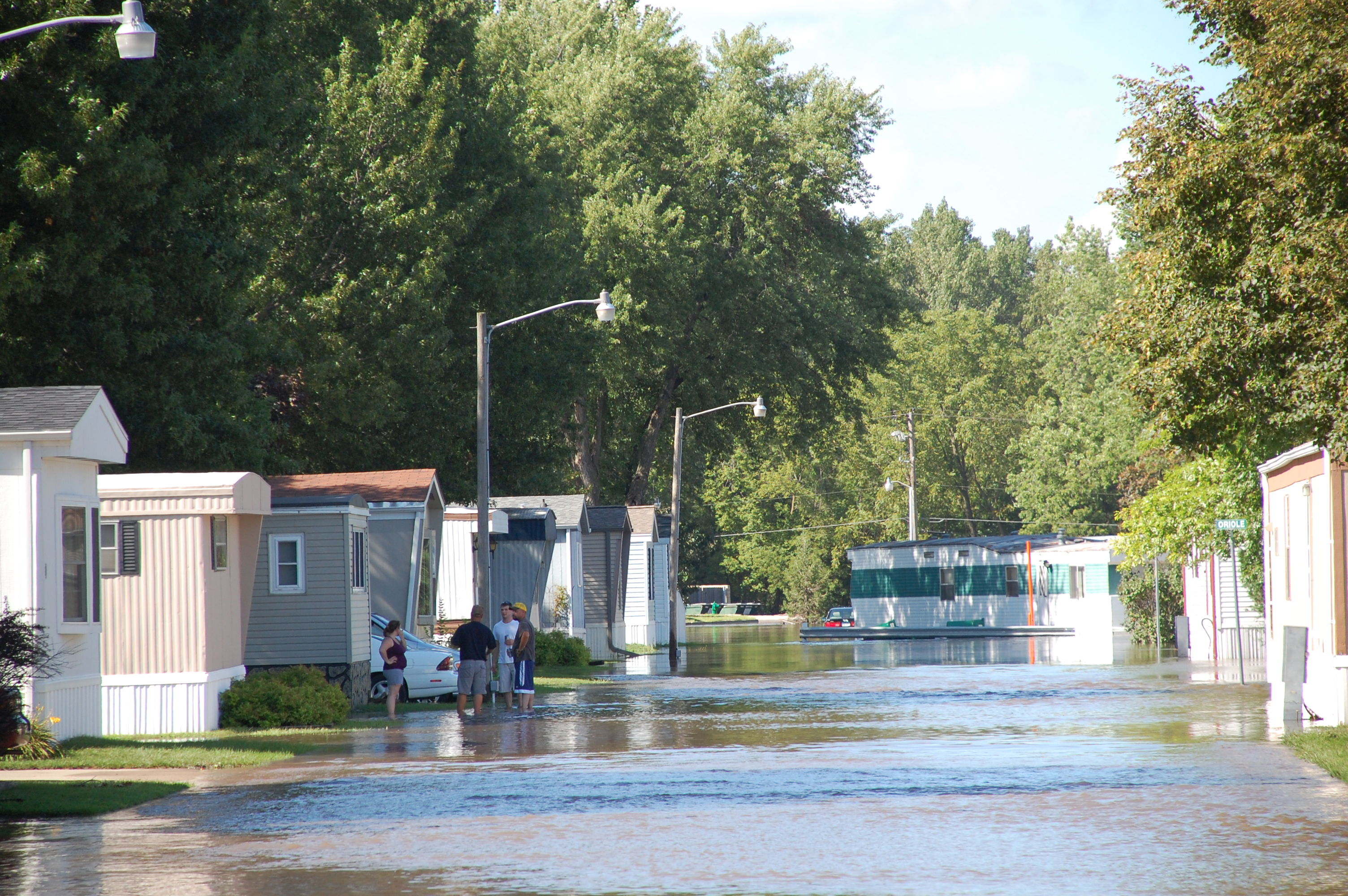
علفزار خطوط شهرکهای Mobile Home Park, Amesهای آیووااوت ۲۰۱۰, هنگام سیل

خانه‌های سیار اغلب در زمین‌های اجاره‌ای جا یابی و مستقر می‌شوند که به آنها پارکینگ تریلر (کمپینگ کاروان) گفته می‌شود. علاوه بر ارائه فضای سایت، اغلب پارکهای تریلر، خدمات و امکانات پایه مانند آب و برق، آب و فاضلاب و برق یا گاز و دیگر امکانات رفاهی از قبیل هرس حذف زباله، جامعه، اتاق، استخر و زمین بازی را فراهم می‌کنند.
بیش از ۳۸٬۰۰۰ تریلر پارک در ایالات متحده وجود دارند که ظرفیت ۵ تا بیش از ۱۰۰۰ خانه را دارند. خانه‌های سیار جدیدتر به خصوص با سایز بزرگتر (double-wides)، استانداردهای ساخت و ساز بالاتری نسبت به انواع قدیمی دارند که باعث افزایش ارزش آنها می‌شود.

## نگارخانه

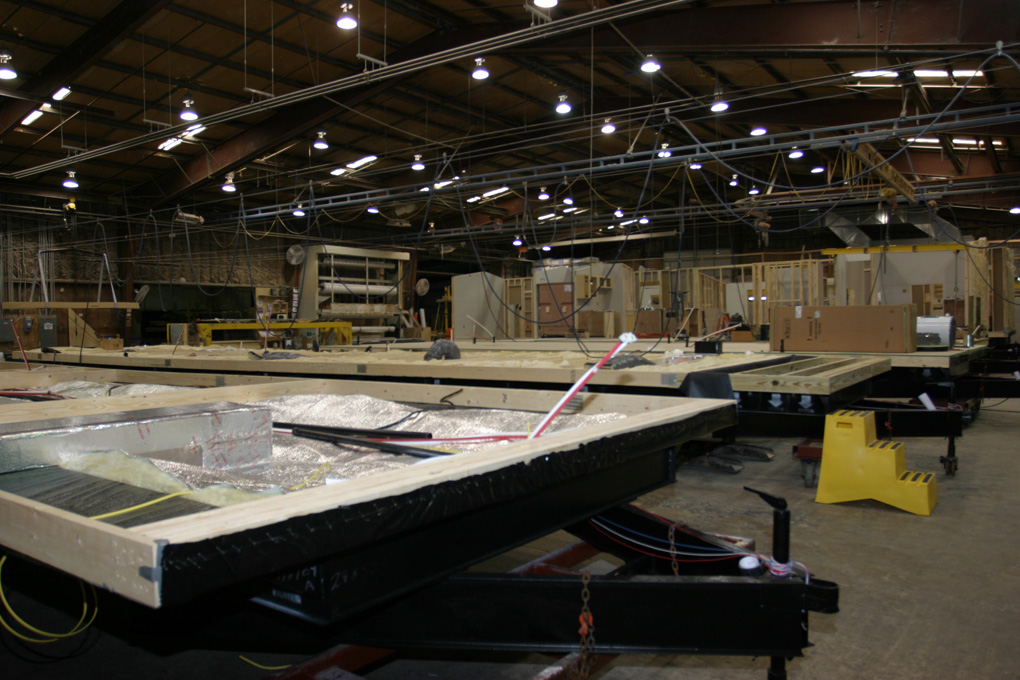
ساخت و ساز شروع می‌شود با قاب.
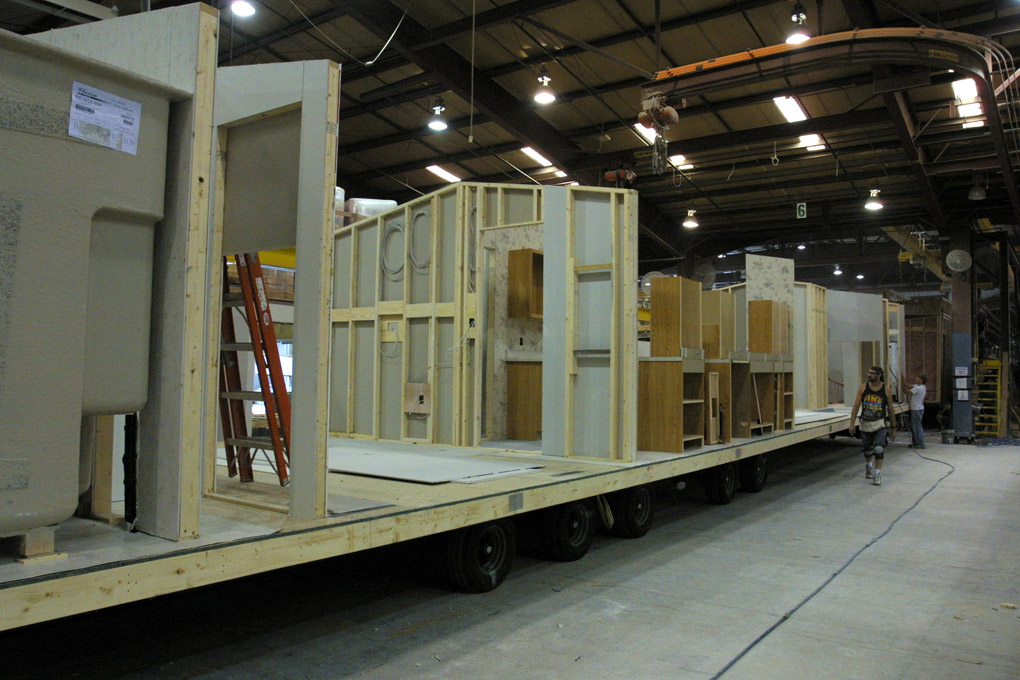
دیوار داخلی مجامع متصل هستند.
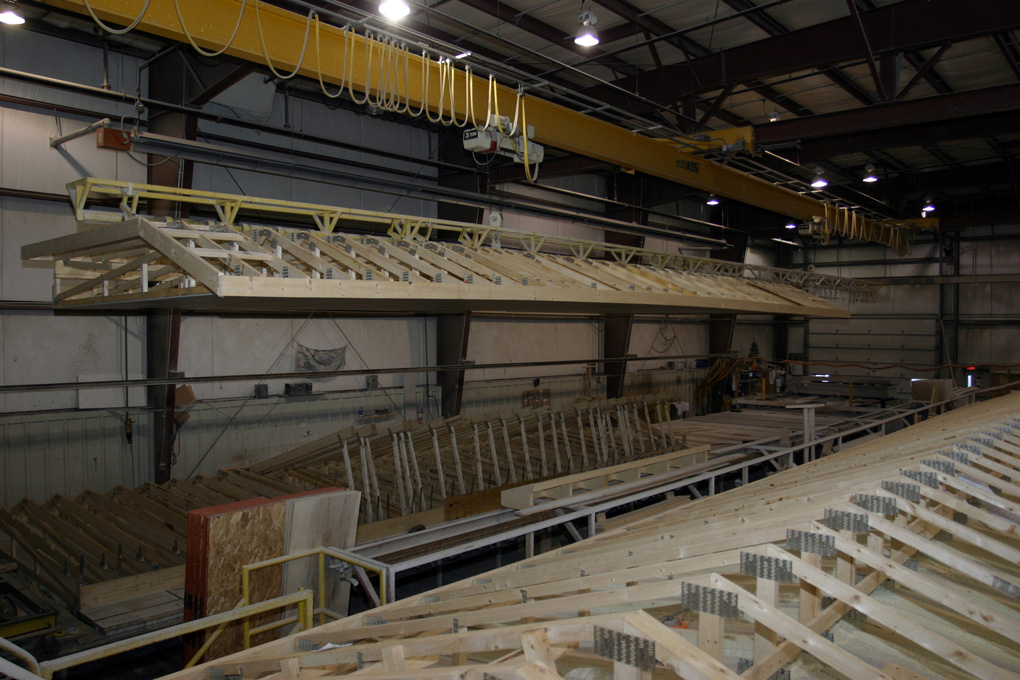
سقف مونتاژ مجموعه‌ای است در بالای صفحه اصلی.
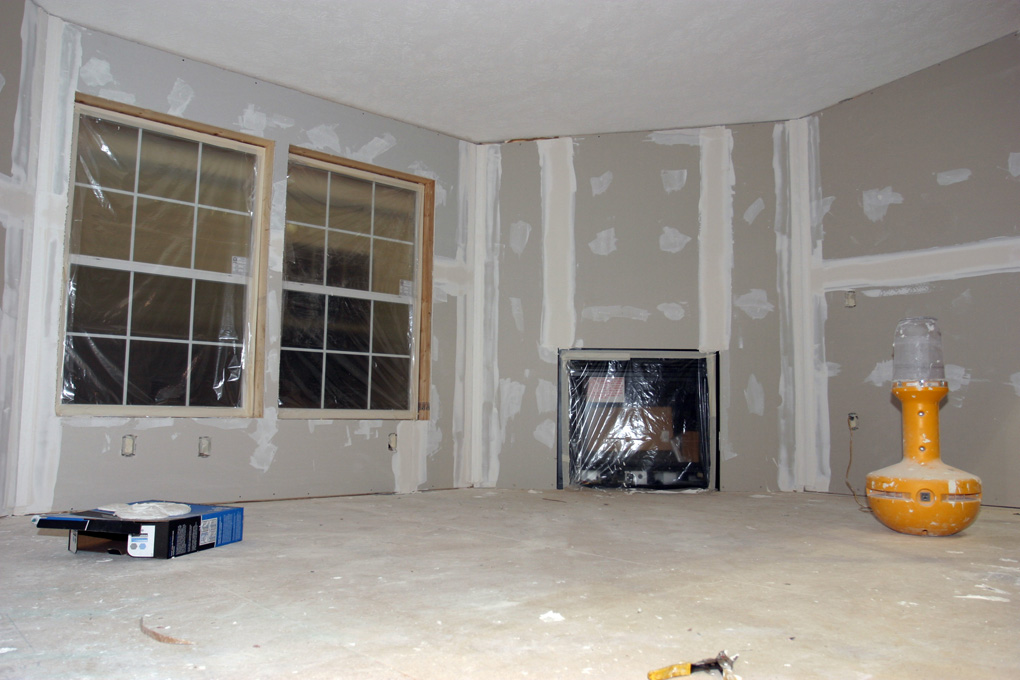
تیغه تکمیل شده‌است.
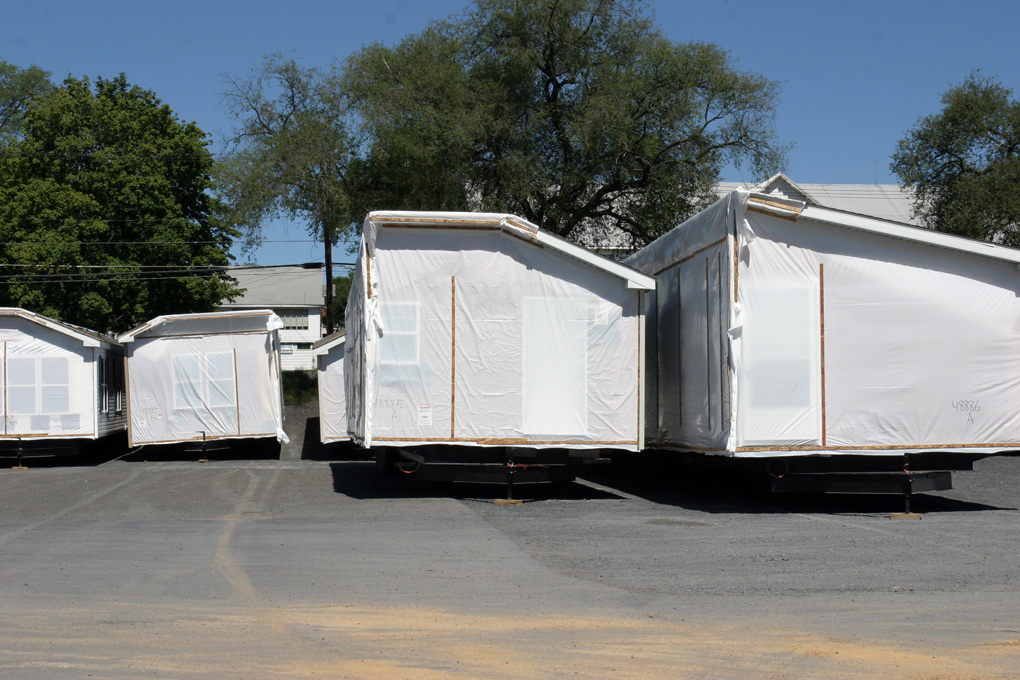
صفحه اصلی آماده برای تحویل به سایت.
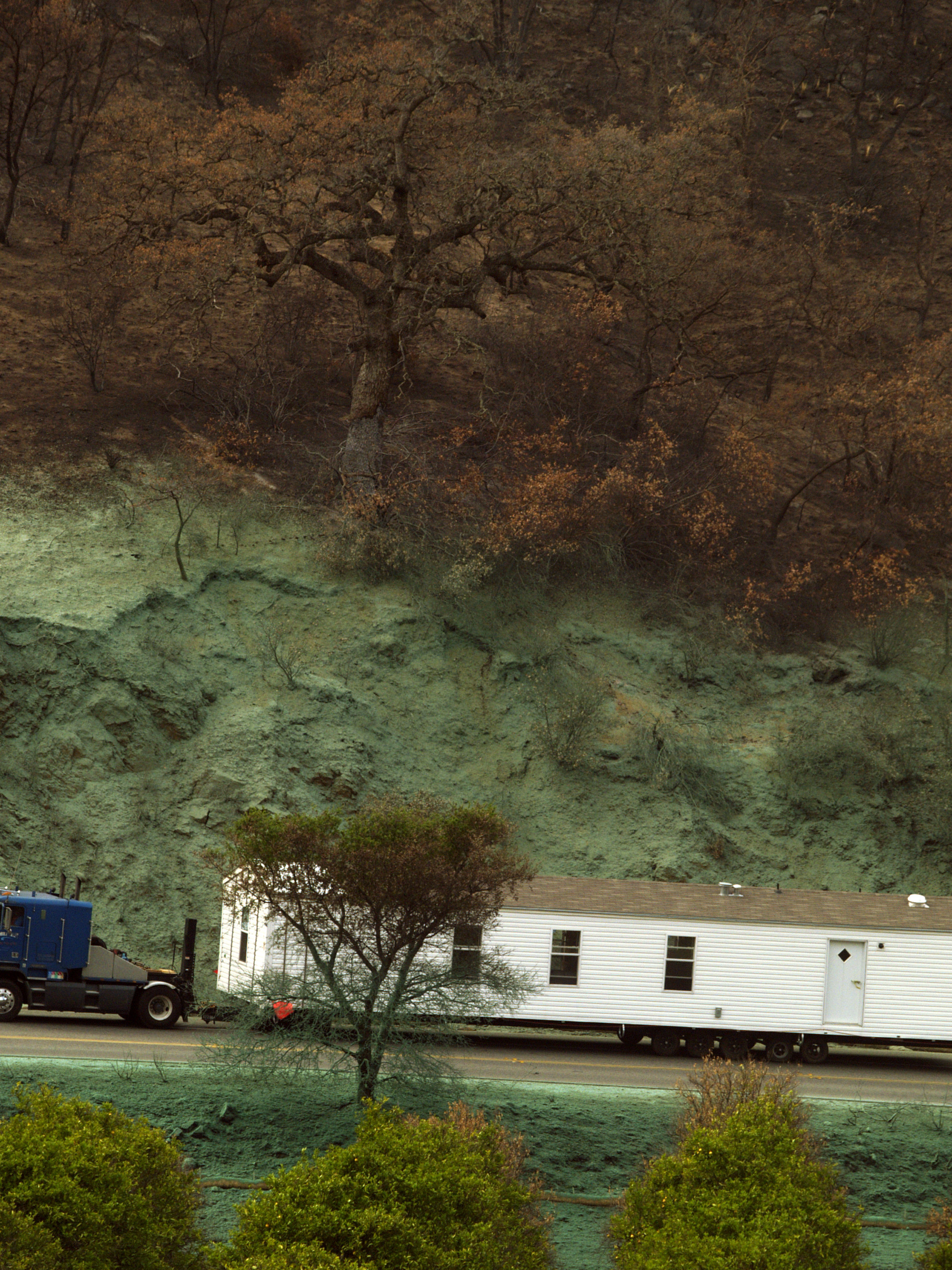
خانه همراه در حال نقل مکان کردن، کالیفرنیا
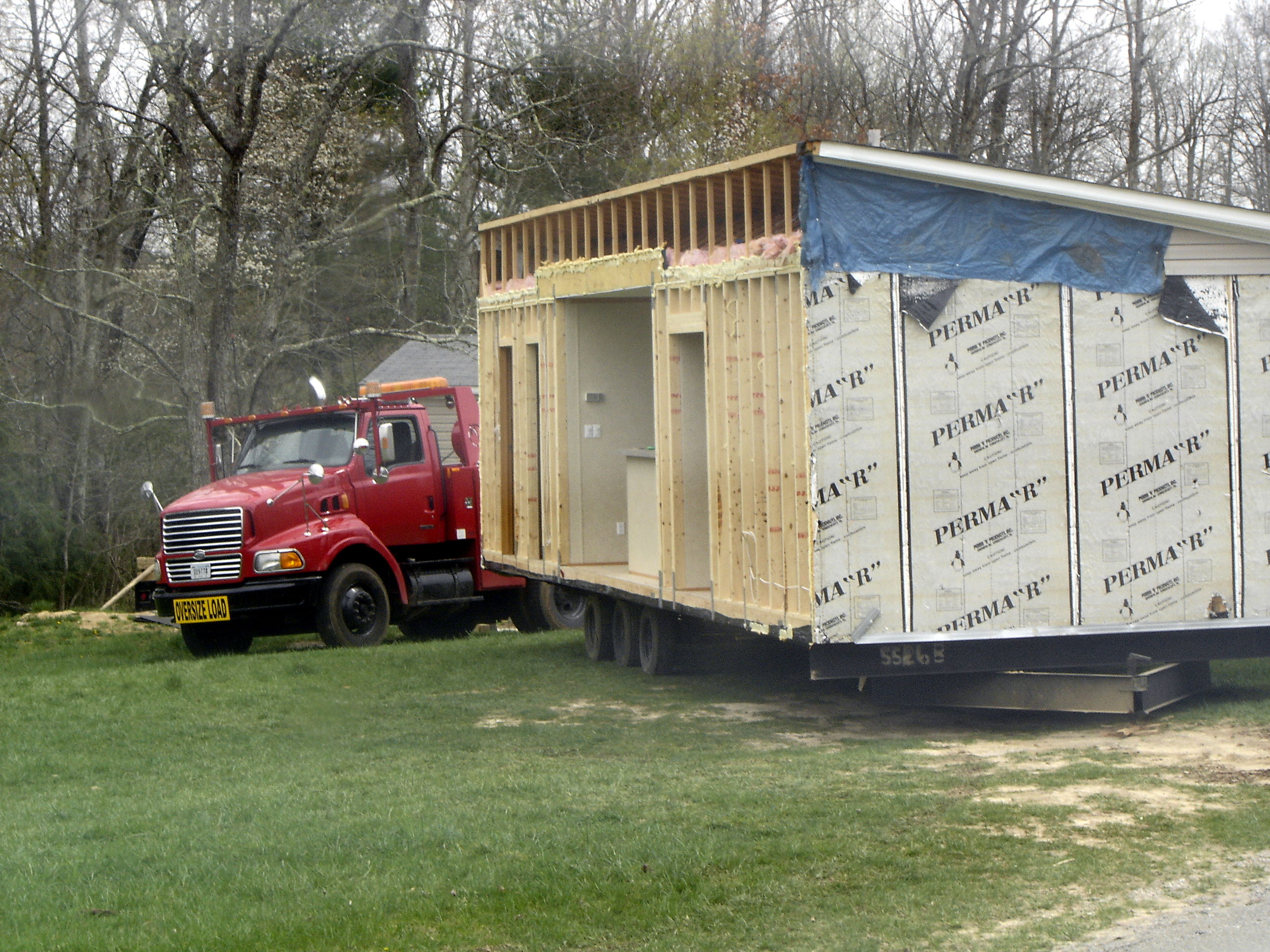
خانه موبایل آماده برای حمل و نقل